# Atle Pettersen

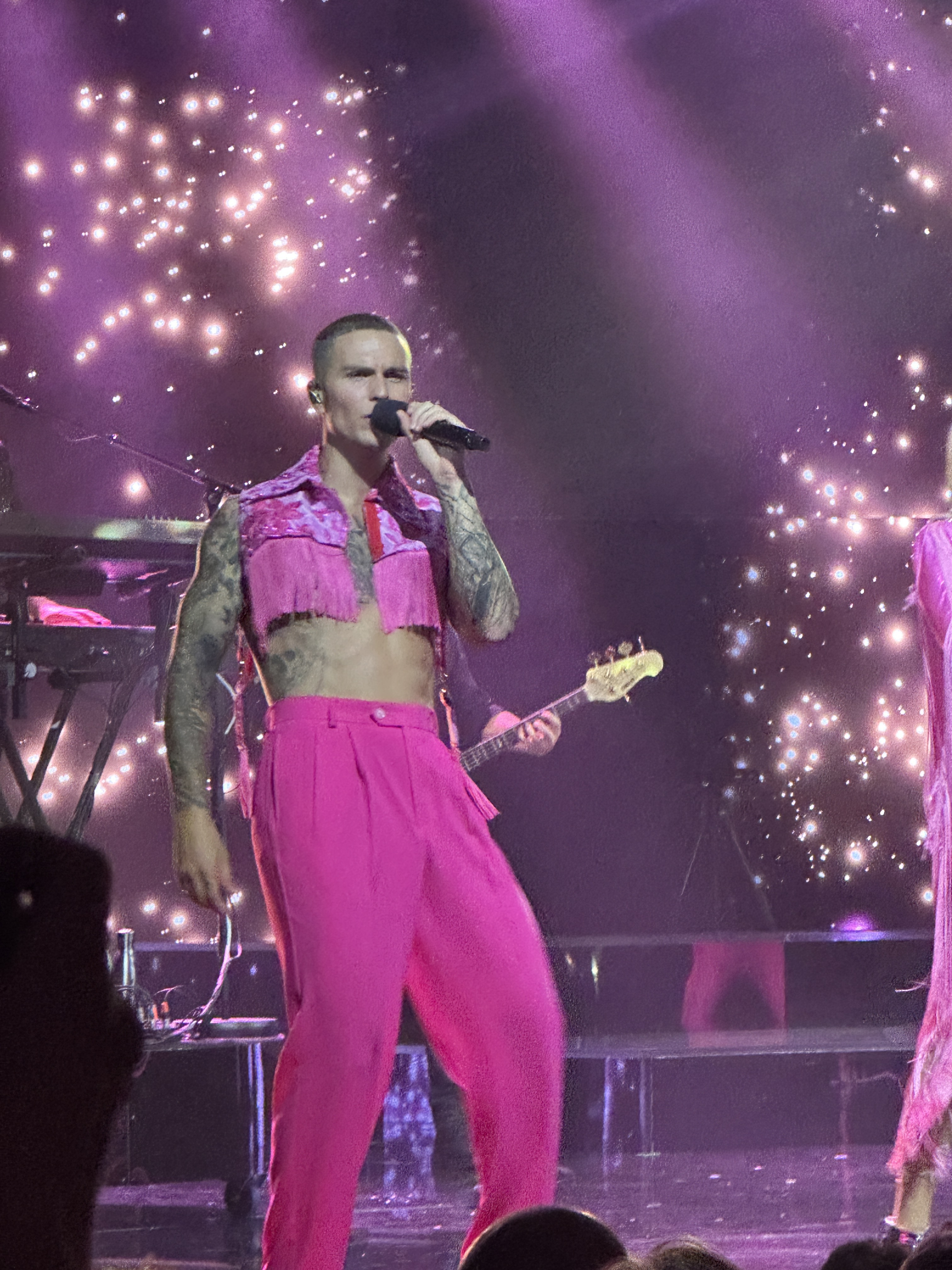
Atle Pettersen im Musical Waterloo, 2024

Atle Pettersen (* 1989) ist ein norwegischer Sänger, Songwriter und Moderator. Er wurde als Vokalist der Band Above Symmetry sowie als Solokünstler bekannt.

## Leben
Pettersen stammt aus der Kommune Skien. In seiner Kindheit erlernte er Klavier und Gesang. Im Jahr 2003 gehörte er als 13-Jähriger zu den Finalisten der beim Norsk rikskringkasting (NRK) ausgestrahlten norwegischen Jugendmusikshow MGPjr. Dort sang er das selbstgeschriebene Lied Hekta på brett. Ebenfalls als 13-Jähriger begann er als Organist in einer Kirche zu spielen. Im Alter von 17 Jahren nahm Pettersen im Jahr 2006 mit dem Lied I’ll Be There for You an der TV-Show Kjempesjansen teil. Zu dieser Zeit sang er für die Metal-Band Above Symmetry, die auch unter den Namen Illusion auftrat.
Im Jahr 2010 wurde er bei der bei TV 2 ausgestrahlten norwegischen Version von The X Factor Zweiter hinter Hans Bollandsås. Im selben Jahr gab er mit Light On seine Debütsingle als Solokünstler heraus. Mit dem Lied konnte er sich in den norwegischen Charts platzieren. Auch Pettersens Debütalbum Based on a True Story aus dem Jahr 2011 zog in die Charts seines Heimatlandes ein. Im Jahr 2011 wirkte er an der bei TV 2 gezeigten Tanzshow Skal vi danse mit. Die Show konnte Pettersen gemeinsam mit seiner Tanzpartnerin Marianne Sandaker gewinnen. Im Jahr 2012 gründete sich seine Band unter dem Namen The Scheen neu, er war jedoch auch weiter als Solokünstler tätig. Bei der zweiten Staffel der Musikshow Stjernekamp erreichte er im Herbst 2013 das Halbfinale. Im darauffolgenden Jahr wirkte er an der Musikshow The Hit mit. Mit seiner Band konnte er im Jahr 2014 zudem den internationalen Bandwettbewerb Emergenza gewinnen.
Im Jahr 2016 übernahm Atle Pettersen die Moderation der NRK-Show Beat for Beat. Im selben Jahr spielte er im Musical Singin’ in the Rain am Folketeateret eine der Hauptrollen. Gemeinsam mit Helene Olafsen moderierte er die 2018er-Ausgabe der Sportgala Idrettsgallaen. Bei der im Frühjahr 2020 ausgestrahlten Reality-Show 71° Nord erreichte Pettersen das Finale. Als Solokünstler ging er von englischsprachigen Lieder verstärkt zu norwegischsprachigen Liedern über. Des Weiteren begann er, als Songwriter für andere Künstler zu arbeiten. So schrieb er unter anderem an Darkside von Alan Walker mit. Im Jahr 2020 veröffentlichte er das Weihnachtsalbum Tusen julelys.
Im Jahr 2021 nahm Pettersen am Melodi Grand Prix 2021, dem norwegischen Vorentscheid für den Eurovision Song Contest, teil. Dort war er mit seinem Lied World on Fire automatisch für das Finale qualifiziert. Im Finale konnte er sich nicht unter den besten vier Teilnehmenden platzieren. Im Jahr darauf trat die Sängerin Farida mit dem Lied Dangerous, an dem Pettersen mitgeschrieben hatte, beim Melodi Grand Prix 2022 an. Im Jahr 2023 nahm er mit dem Lied Masterpiece wieder selbst am Melodi Grand Prix 2023 teil. Im dritten Halbfinale konnte er sich für das MGP-Finale qualifizieren, wo er den dritten Platz erreichte. Im Jahr 2024 wirkte er an einigen Folgen der NRK-Serie Våre beste år mit. Ab Herbst 2024 spielte Pettersen im ABBA-Musical Waterloo am Christiania Teater mit.

## Diskografie

### Alben
| Jahr | Titel                 | Höchstplatzierung, Gesamtwochen, AuszeichnungChartsChartplatzierungen (Jahr, Titel, Platzierungen, Wochen, Auszeichnungen, Anmerkungen) | Anmerkungen |
| Jahr | Titel                 | NO | Anmerkungen |
| ---- | --------------------- | --- | ----------- |
| 2011 | Based on a True Story | NO3 (5 Wo.)NO |             |

Weitere Alben
- 2020: Tusen julelys

### Singles
| Jahr | Titel Album | Höchstplatzierung, Gesamtwochen, AuszeichnungChartsChartplatzierungen (Jahr, Titel, Album, Platzierungen, Wochen, Auszeichnungen, Anmerkungen) | Anmerkungen |
| Jahr | Titel Album | NO | Anmerkungen |
| ---- | ----------- | --- | ----------- |
| 2010 | Light On –  | NO8 Gold · (2 Wo.)NO |             |

## Filmografie
- 2024: Våre beste år (Fernsehserie, 3 Folgen)